# Trochosuchidae
Trochosuchidae es una familia extinta de terápsidos terocefalianos del período Pérmico. Incluye los géneros Trochosaurus, Trochosuchus, Trochorhinus y Hyaenasuchus. Los trocosúquidos se conocen sólo de la zona Tapinocephalus del Grupo de Beaufort en el sur de África. Los trocosúquidos son terocéfalos basales y son similares en apariencia a otro grupo primitivo de terocéfalos, los escilacosaúridos. 
En comparación con los escilacosaúridos, los trocosúquidos tienen hocicos más amplios y cráneos aplastados carentes crestas sagitales prominentes. Tienen dos dientes caninos agrandados en cada lado de la mandíbula superior, similar a los terocefalos licosúquidos pero diferentes de los escilacosaúridos, los cuales sólo poseen un par de caninos.